# Frente Amplio por la Democracia
Der Frente Amplio por la Democracia (FAD, deutsch Breite Front für Demokratie) ist eine politische Partei in Panama. Ihr Vorsitzender ist Fernando Cebamanos, ihr Generalsekretär der Gewerkschaftsführer Genaro López. Sie gilt als Partei, die dem demokratischen Sozialismus sowie Arbeitern, Bauern und Indigenen nahesteht.

## Geschichte
Bei der Wahl 2014 erhielt der Präsidentschaftskandidat Genaro López 0,6 % der Stimmen, was den vierten Rang unter sieben Bewerbern bedeutete. Seine Partei erhielt 1,0 % der Stimmen, was gleichbedeutend war mit dem siebten Rang von sieben Parteien. Zudem war sie die einzige, die keinen Sitz errang. Im Anschluss löste sie sich auf, um sich im Februar 2018 erneut von der Wahlkommission registrieren zu lassen.